# 刀劍亂舞
《刀劍亂舞》是由Nitro+開發、DMM.com提供及營運的免費養成型卡片對戰網頁遊戲，簡稱《刀亂》。遊戲內容為玩家需要收集稱為「刀劍男士」的刀劍擬人化角色卡片，為刀劍男士進行強化及改造同時，並以在戰鬥中打倒敵人作為目標。於2015年起開放，僅限日本使用。中国大陸由游族网络获得独家运营权，于2017年初开始运营。

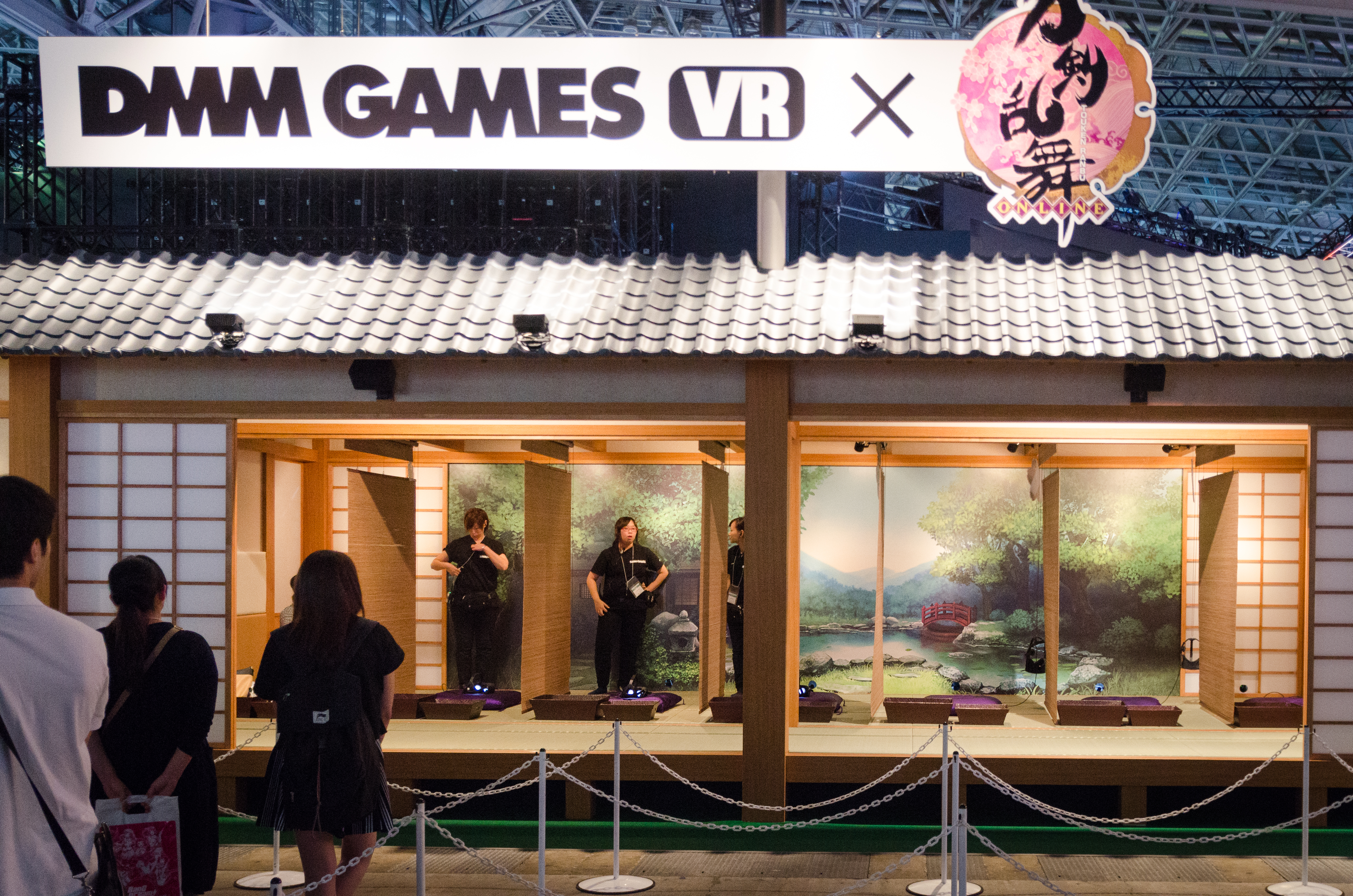
刀劍亂舞的場景

《刀劍亂舞》迅速在日本受到歡迎，廣受女性玩家們的喜愛，截至2015年6月已經有超過百萬的用戶。遊戲造成日本女子刀劍文化的加速成長，並且有更多的女性對日本古代刀劍產生興趣，形成許多刀劍男士的角色扮演與學習劍術的潮流。刀劍文化的起源可以追溯到前幾年的《戰國BASARA》動作遊戲系列，並使刀劍迷成為日本歷女次文化的獨特部分。《刀劍亂舞》受歡迎的程度使得日本女性雜誌撰寫了有關如何在現實中強化刀劍戰鬥技巧文章，而2015東京Wonder Festival模型展的新聞報導認為該展覽已完全被刀劍男士們所攻佔。
《刀劍亂舞》被改編成電視動畫。外傳、喜劇向的《刀劍亂舞 -花丸-》在2016年10月播出，2018年1月復播出第二期。嚴肅、戲劇面向的《活击 刀劍亂舞》在2017年7月2日起在東京都會電視台、日本BS放送等電視台播出。

## 概要

### 遊戲故事
西元2205年時的政府為了對抗以干涉歷史為目的的「歷史修正主義者」，將擁有喚醒刀劍的力量的審神者以及刀劍的付喪神「刀劍男士」送往各個時代，展開戰役。

### 遊戲內容
遊戲者（在遊戲內為「審神者」收集刀劍男士，可以組成人數最多為6人的隊伍出戰（遊戲內稱「出陣」），與敵人作戰並獲得勝利。出陣的地圖名和敵方部隊、遠征的名稱等多取材自日本史上的戰役或重要事件。
刀劍男士設定有固定的生存值，一旦變成中傷以上的狀態該立繪會發生變化(比如衣服破損等)，而在中傷至重傷的情況下會有發動「真剑必殺」的可能性，「真劍必殺」發動時立繪也會發生變化（比如更少的衣服等）。當生存值為0時，則會「刀劍破壞」，會留下破壞台詞後即消滅。為刀劍男子配置［守］可以在戰鬥中使破壞的刀劍復活一次。
遊戲內的指令分為本丸、出陣、結成、鍛刀、刀裝、手入、鍊結、內番、任務、戰績、刀帳、萬屋及景趣13種。遊戲開始時，可從初始刀（加州清光、歌仙兼定、山姥切国広、蜂須賀虎徹、陸奥守吉行）裡擇一後，可用鍛刀或出陣時所掉落的方式來增加刀劍男士。獲得經驗值的方法有出陣後的勝利、1天更新2次的演練（與其他玩家的部隊的對戰）或者是遠征成功也可得到經驗值。一般來說，刀劍男士在到達Level 20（短刀、脇差、打刀）/25（太刀、薙刀、槍、笑面青江（胁差）、壓切長谷部(打刀)、蜂須賀虎徹(打刀)）後會自動進化為「特」等，且該刀劍男士的數值也會上升。膝丸能夠特化二次，髭切能夠特化三次，且每次特化後立繪衣服會發生細微改變。刀劍男士的鑄造（遊戲內稱「鍛刀」）與修理（遊戲內稱「手入」），必須使用的資材為木炭、玉鋼、冷卻材、砥石這4種參數，這些物資在到達資源自動獲取上限前會隨時間經過自動增加，玩家亦可以透過遠征（「出陣」內其中一個指令）與出陣來增加所擁有的資源。鍛刀和手入時會消耗的札（依頼札・手伝い）可以通過完成任務來取得
在同張地圖若打倒BOSS 10次的話，便有機會出現「検非違使」的標誌，在這之後該地圖有機率出現。會比通常的敵人難度更高。敵方刀劍的level會跟己方隊伍level最高的刀劍一樣，但打敗検非違使的話經驗獲取較多且有機率可以入手稀有刀劍。
使用特定的刀劍組合出陣的話，會發生「回想事件」，同時的也會紀錄在遊戲的回想介面上。

### 主題曲
官方主題曲CD在9月28日發售，價格為888日元。收錄了3首不一樣格式的主題曲，封面為三日月宗近。
- 曲名：《夢現乱舞抄》
- 主唱：板垣奏太郎
- 作詞：磯谷佳江
- 作曲：小野貴光
- 編曲：玉木千尋

### 近侍曲
於2016年11月24日新增了五把初始刀的專屬背景音樂，需在活動祕寶之里收集樂器入手。

## 刀劍男士
2025年7月為止已實裝刀劍種類有8種，分别是23振短刀、11振脇差、32振打刀、37振太刀、5振大太刀、5振槍、3振薙刀和3振劍，實裝刀劍數量119振。
以下實裝日期均以日服為準。若要了解現實中的刀劍資訊請參考日本刀一覧

### 短刀
| 刀帳編號 | 名字                               | 實裝日期   | 實裝日期（極） | 刀派   | 聲優       | 繪師                             |
| -------- | ---------------------------------- | ---------- | -------------- | ------ | ---------- | -------------------------------- |
| 011      | 今劍（いまのつるぎ）               | 2015/1/14  | 2016/6/14      | 三条   | 山下大輝   | しきみ                           |
| 031      | 平野藤四郎（ひらのとうしろう)      | 2015/1/14  | 2016/5/17      | 粟田口 | 浅利遼太   | 问七                             |
| 033      | 厚藤四郎（あつしとうしろう）       | 2015/1/14  | 2016/5/17      | 粟田口 | 山下大辉   | 汲田                             |
| 035      | 後藤藤四郎（ごとうとうしろう）     | 2015/11/19 | 2017/3/14      | 粟田口 | 村田太志   | しきみ                           |
| 037      | 信濃藤四郎（しなのとうしろう）     | 2016/4/12  | 2017/4/25      | 粟田口 | 小林裕介   | くにみつ                         |
| 039      | 前田藤四郎（まえだとうしろう）     | 2015/1/14  | 2016/9/14      | 粟田口 | 入江玲于奈 | 問七                             |
| 041      | 秋田藤四郎（あきたとうしろう）     | 2015/1/14  | 2016/9/14      | 粟田口 | 山谷祥生   | タカオカ                         |
| 043      | 博多藤四郎（はかたとうしろう）     | 2015/6/11  | 2017/2/21      | 粟田口 | 大須賀純   | 问七                             |
| 045      | 乱藤四郎（みだれとうしろう）       | 2015/1/14  | 2016/5/17      | 粟田口 | 山本和臣   | Digital Hearts※小津              |
| 047      | 五虎退（ごこたい）                 | 2015/1/14  | 2016/5/17      | 粟田口 | 粕谷雄太   | ホノジロトヲジ（原名「思春期」） |
| 049      | 藥研藤四郎（やげんとうしろう）     | 2015/1/14  | 2016/10/4      | 粟田口 | 山下誠一郎 | 石商                             |
| 051      | 包丁藤四郎（ほうちょうとうしろう） | 2016/10/18 | 2017/7/25      | 粟田口 | 宫田幸季   | 汲田                             |
| 061      | 爱染国俊（あいぜんくにとし）       | 2015/1/14  | 2016/7/26      | 来     | 山下誠一郎 | 迫ミサキ                         |
| 069      | 太鼓鐘貞宗（たいこがねさだむね）   | 2016/6/23  | 2017/7/4       | 貞宗   | 高桥孝治   | ⑪                                |
| 083      | 小夜左文字（さよさもんじ）         | 2015/1/14  | 2016/9/14      | 左文字 | 村濑步     | 铃木次郎                         |
| 120      | 不動行光（ふどうゆきみつ）         | 2016/2/16  | 2017/5/9       | -      | 阪口大助   | minato                           |
| 142      | 毛利藤四郎（もうりとうしろう）     | 2017/7/25  | 2021/4/20      | 粟田口 | 高城元気   | 猫缶まっしぐら（ニトロプラス）   |
| 146      | 謙信景光（けんしんかげみつ）       | 2017/9/5   | 2021/6/15      | 長船   | 代永翼     | ホームラン・拳                   |
| 150      | 日向正宗（ひゅうがまさむね）       | 2017/12/19 | 2021/5/18      | 正宗   | 梶裕贵     | 樞簗                             |
| 170      | 北谷菜切（ちゃたんなきり）         | 2019/7/30  | 2025/7/1       | -      | 仲村宗悟   | なまにくATK（ニトロプラス）      |
| 190      | 太閤左文字（たいこさもんじ）       | 2020/10/20 | 未實裝         | 左文字 | 大谷祐贵   | 铃木次郎                         |
| 222      | 京極正宗（きょうごくまさむね）     | 2023/8/1   | 未實裝         | 正宗   | 榊原優希   | 望月けい                         |
| 234      | 九鬼正宗（くきまさむね）           | 2024/8/13  | 未實裝         | 正宗   | 梶田大嗣   | 七癖みり                         |

### 脇差
| 刀帳編號 | 名字                                     | 實裝日期   | 實裝日期（極） | 刀派   | 聲優       | 繪師        |
| -------- | ---------------------------------------- | ---------- | -------------- | ------ | ---------- | ----------- |
| 019      | 笑面青江（にっかり青江、にっかりあおえ） | 2015/1/14  | 2017/8/1       | 青江   | 間島淳司   | べっこ      |
| 027      | 鯰尾藤四郎（なまずおとうしろう）         | 2015/1/14  | 2017/8/1       | 粟田口 | 齊藤壯馬   | てく        |
| 029      | 骨喰藤四郎（ほねばみとうしろう）         | 2015/1/14  | 2017/8/1       | 粟田口 | 玲木裕斗   | てく        |
| 067      | 物吉貞宗（ものよしさだむね）             | 2015/10/29 | 2017/8/29      | 贞宗   | 小野賢章   | Izumi       |
| 099      | 堀川国廣（ほりかわくにひろ）             | 2015/1/14  | 2017/8/1       | 堀川   | 榎木淳弥   | 白峰        |
| 103      | 浦島虎徹（うらしまこてつ）               | 2015/3/17  | 2017/8/29      | 虎徹   | 福島潤     | 新井テル子  |
| 144      | 籠手切江（こてぎりごう）                 | 2017/8/15  | 2023/4/11      | 江     | 廣瀨裕也   | 煮たか      |
| 168      | 肥前忠廣 (ひぜんただひろ）               | 2019/4/24  | 未實裝         | -      | 小松昌平   | 煮たか      |
| 186      | 治金丸 (ちがねまる）                     | 2019/7/21  | 未實裝         | -      | 熊谷健太郎 | なまにくATK |
| 196      | 泛塵（はんじん）                         | 2021/1/1   | 未實裝         | -      | 上村祐翔   | 双葉はづき  |
| 228      | 火車切（かしゃぎり）                     | 2024/1/16  | 未實裝         | 廣光   | 浦和希     | saino       |

### 打刀
| 刀帳編號 | 名字                                       | 實裝日期   | 實裝日期（極） | 刀派       | 聲優       | 繪師                        |
| -------- | ------------------------------------------ | ---------- | -------------- | ---------- | ---------- | --------------------------- |
| 023      | 鳴狐（なきぎつね）                         | 2015/1/14  | 2017/12/5      | 粟田口     | 浅沼晋太郎 | 汲田                        |
| 063      | 千子村正（せんごむらまさ）                 | 2017/1/31  | 2018/2/27      | 村正       | 諏訪部順一 | なまにくATK（ニトロプラス） |
| 071      | 龜甲貞宗（きっこうさだむね）               | 2016/8/23  | 2018/2/27      | 贞宗       | 山中真尋   | ホームラン・拳              |
| 081      | 宗三左文字（そうざさもんじ）               | 2015/1/14  | 2017/10/31     | 左文字     | 泰勇气     | 铃木次郎                    |
| 085      | 加州清光（かしゅうきよみつ）               | 2015/1/14  | 2018/6/28      | -          | 增田俊樹   | 汲田                        |
| 087      | 大和守安定（やまとのかみやすさだ）         | 2015/1/14  | 2017/10/10     | -          | 市来光弘   | 汲田                        |
| 089      | 歌仙兼定（かせんかねさだ）                 | 2015/1/14  | 2018/7/17      | 兼定       | 石川界人   | ホームラン・拳              |
| 091      | 和泉守兼定 （いずみのかみかねさだ）        | 2015/1/14  | 2017/10/10     | 兼定       | 木村良平   | 白峰                        |
| 093      | 陸奥守吉行（むつのかみよしゆき）           | 2015/1/14  | 2018/4/10      | -          | 滨健人     | 煮たか                      |
| 095      | 山姥切國廣（やまんばぎりくにひろ）         | 2015/1/14  | 2018/8/21      | 堀川       | 前野智昭   | ⑪                           |
| 101      | 蜂須賀虎徹（はちすかこてつ）               | 2015/1/14  | 2018/5/22      | 虎徹       | 興津和幸   | 新井テル子                  |
| 105      | 長曾禰虎徹（ながそねこてつ）               | 2015/3/17  | 2017/10/10     | 虎徹…？    | 新垣樽助   | 新井テル子                  |
| 116      | 大俱利伽羅（おおくりから）                 | 2015/1/14  | 2017/12/5      | -          | 古川慎     | 小宫国春                    |
| 118      | 压切長谷部（へし切長谷部，へしきりはせべ） | 2015/1/14  | 2017/10/31     | -          | 新垣樽助   | 小宫国春                    |
| 128      | 同田贯正国（どうだぬきまさくに）           | 2015/1/14  | 2017/12/25     | -          | 樱井透     | AKIRA                       |
| 154      | 南泉一文字 (なんせんいちもんじ)            | 2018/4/24  | 2021/10/12     | 福岡一文字 | 河西健吾   | 三杜シノヴ（ニトロプラス）  |
| 158      | 山姥切長義（やまんばぎりちょうぎ）         | 2018/10/31 | 2025/1/21      | -          | 高梨謙吾   | ⑪                           |
| 160      | 丰前江（ぶぜんごう）                       | 2018/11/27 | 2024/9/17      | 江         | 八代拓     | 津田穗波                    |
| 166      | 南海太郎朝尊（なんかいたろうちょうそん）   | 2019/4/24  | 未實裝         | -          | 野岛健儿   | べっこ                      |
| 172      | 桑名江（くわなごう）                       | 2019/9/20  | 未實裝         | 江         | 伊東健人   | 津田穗波                    |
| 174      | 水心子正秀（すいしんしまさひで）           | 2019/11/19 | 未實裝         | -          | 阿部敦     | クロサワテシ                |
| 176      | 源清麿（みなもときよまろ）                 | 2019/11/19 | 未實裝         | -          | 赤羽根健治 | しぱの番茶                  |
| 178      | 松井江（まついごう）                       | 2019/12/10 | 未實裝         | 江         | 土岐隼一   | 津田穗波                    |
| 184      | 地藏行平（じぞうゆきひら）                 | 2020/4/28  | 未實裝         | 豐後国行平 | 深町寿成   | 石商                        |
| 192      | 五月雨江（さみだれごう）                   | 2020/12/1  | 未實裝         | 江         | 狩野翔     | すし（ニトロプラス）        |
| 200      | 村雲江(むらくもごう)                       | 2021/2/8   | 未實裝         | 江         | 江口拓也   | 津田穗波                    |
| 210      | 稻葉江(いなばごう)                         | 2022/4/26  | 未實裝         | 江         | 武內駿輔   | 萩谷薫                      |
| 218      | 石田正宗(いしだまさむね)                   | 2023/4/25  | 未實裝         | 正宗       | 堀江瞬     | LAM                         |
| 224      | 孫六兼元(まごろくかねもと)                 | 2023/10/17 | 未實裝         | -          | 杉田智和   | lack                        |
| 226      | 後家兼光(ごけかねみつ)                     | 2023/12/19 | 未實裝         | 長船       | 福山潤     | およ                        |
| 230      | 富田江(とみたごう)                         | 2024/4/9   | 未實裝         | 江         | 小野賢章   | 津田穗波                    |
| 232      | 大慶直胤(たいけいなおたね)                 | 2024/4/30  | 未實裝         | -          | 井上雄貴   | 釧路くき                    |

### 太刀
| 刀帳編號 | 名字                                     | 實裝日期   | 實裝日期（極） | 刀派       | 聲優       | 繪師                           |
| -------- | ---------------------------------------- | ---------- | -------------- | ---------- | ---------- | ------------------------------ |
| 003      | 三日月宗近（みかづきむねちか）           | 2015/1/14  | 2022/4/12      | 三条       | 鸟海浩辅   | 沙汰                           |
| 005      | 小狐丸（こぎつねまる）                   | 2015/1/23  | 2021/4/20      | 三条       | 近藤隆     | 沙汰                           |
| 013      | 大典太光世（おおてんたみつよ）           | 2016/8/16  | 2024/3/1       | 三池       | 浪川大辅   | 三轮士郎                       |
| 015      | 骚速剑（ソハヤノツルキ、そはやのつるぎ） | 2016/8/16  | 2023/5/23      | 三池       | 浅利辽太   | 三轮士郎                       |
| 017      | 数珠丸恒次（じゅずまるつねつぐ）         | 2016/3/18  | 2023/3/1       | 青江       | 绿川光     | ホノジロトヲジ                 |
| 021      | 鬼丸國綱（おにまるくにつな）             | 2020/3/1   | 2025/3/1       | 粟田口     | 森川智之   | Niθ                            |
| 025      | 一期一振（いちごひとふり）               | 2015/1/14  | 2021/1/14      | 粟田口     | 田丸笃志   | シキユリ                       |
| 053      | 大包平（おおかねひら）                   | 2016/12/20 | 2022/10/18     | 古备前     | 小野友树   | 小宫国春                       |
| 055      | 莺丸（うぐいすまる）                     | 2015/1/14  | 2021/2/16      | 古备前     | 柿原徹也   | シラノ（原名「禍津属シラノ」） |
| 057      | 明石国行（あかしくにゆき）               | 2015/5/1   | 2021/5/18      | 来         | 浅利辽太   | 双葉はづき                     |
| 073      | 烛台切光忠（しょくだいきりみつただ）     | 2015/1/14  | 2020/8/18      | 長船       | 佐藤拓也   | 藤未都也                       |
| 075      | 大般若長光（だいはんにゃながみつ）       | 2017/10/18 | 2021/9/14      | 長船       | 三木真一郎 | 浅島ヨシユキ                   |
| 077      | 小龍景光（こりゅうかげみつ）             | 2017/8/8   | 2021/8/17      | 長船       | 立花慎之介 | 浅島ヨシユキ                   |
| 079      | 江雪左文字（こうせつさもんじ）           | 2015/1/14  | 2021/3/16      | 左文字     | 佐藤拓也   | 铃木次郎                       |
| 097      | 山伏國廣（やまぶしくにひろ）             | 2015/1/14  | 2020/9/8       | 堀川       | 樱井透     | ミドロ                         |
| 107      | 髭切（ひげきり）                         | 2015/12/30 | 2020/11/17     | -          | 花江夏树   | シラノ                         |
| 112      | 膝丸（ひざまる）                         | 2015/12/29 | 2020/12/17     | -          | 冈本信彦   | シラノ                         |
| 122      | 狮子王（ししおう）                       | 2015/1/14  | 2020/10/13     | -          | 逢坂良太   | しばの番茶                     |
| 124      | 小乌丸（こがらすまる）                   | 2016/11/18 | 2023/11/21     | -          | 保志总一朗 | ホノジロトヲジ                 |
| 126      | 拔丸（ぬけまる）                         | 2022/08/29 | 未實装         | -          | 梶原岳人   | ホノジロトヲジ                 |
| 130      | 鹤丸国永（つるまるくになが）             | 2015/1/14  | 2021/1/14      | -          | 齐藤壮马   | Izumi                          |
| 148      | 小豆長光（あずきながみつ）               | 2017/10/13 | 2021/6/15      | 長船       | 川原庆久   | ホームラン・拳                 |
| 156      | 千代金丸 (ちよがねまる)                  | 2018/6/28  | 2021/7/13      | -          | 新垣樽助   | なまにくATK（ニトロプラス）    |
| 180      | 山鳥毛 (さんちょうもう)                  | 2019/12/24 | 未實装         | 福岡一文字 | 井上和彥   | 須田彩加                       |
| 182      | 古今傳授之太刀 (こきんでんじゅのたち)    | 2020/4/28  | 未實装         | 豐後国行平 | 平川大輔   | しきみ                         |
| 188      | 日光一文字 (にっこういちもんじ)          | 2020/8/18  | 未實装         | 福岡一文字 | 置鮎龍太郎 | 須田彩加                       |
| 198      | 一文字則宗 (いちもんじのりむね)          | 2021/1/19  | 未實装         | 福岡一文字 | 関俊彦     | lack                           |
| 202      | 姫鶴一文字 (ひめつるいちもんじ)          | 2021/8/11  | 未實装         | 福岡一文字 | 西山宏太朗 | 須田彩加                       |
| 204      | 福島光忠 (ふくしまみつただ)              | 2021/12/21 | 未實装         | 長船       | 細谷佳正   | 風間雷太                       |
| 212      | 笹貫 (ささぬき)                          | 2022/7/26  | 未實装         | -          | 高橋廣樹   | ウエハラ蜂                     |
| 216      | 八丁念佛 (はっちょうねんぶつ)            | 2023/1/14  | 未實装         | 古备前     | 千葉翔也   | すし（ニトロプラス）           |
| 220      | 實休光忠 (じつきゅうみつただ)            | 2023/6/20  | 未實装         | 長船       | 子安武人   | 藤未都也                       |
| 236      | 雲生 (うんしょう)                        | 2024/10/22 | 未實装         | 鵜飼       | 笠間淳     | 二色こぺ                       |
| 238      | 道譽一文字 (とうよいちもんじ)            | 2024/12/17 | 未實装         | 福岡一文字 | 楠大典     | Kiki                           |
| 240      | 雲次 (うんじ)                            | 2025/2/12  | 未實装         | 鵜飼       | 水島大宙   | 二色こぺ                       |
| 242      | 面影 (おもかげ)                          | 2025/4/22  | 未實装         | 來         | 寺島拓篤   | 野崎つばた                     |
| 244      | 古備前信房 (こびぜんのぶふさ)            | 2025/7/1   | 未實装         | 古備前     | 大塚剛央   | 先崎真琴                       |

### 大太刀
| 刀帳編號 | 名字                              | 實裝日期   | 實裝日期（極） | 刀派 | 聲優       | 繪師         |
| -------- | --------------------------------- | ---------- | -------------- | ---- | ---------- | ------------ |
| 007      | 石切丸（いしきりまる）            | 2015/1/14  | 2019/2/26      | 三条 | 高桥英则   | 细越裕治     |
| 059      | 萤丸（ほたるまる）                | 2015/1/14  | 2019/2/26      | 来   | 井口祐一   | 彦           |
| 132      | 太郎太刀（たろうたち)             | 2015/1/14  | 2018/12/14     | -    | 泰勇气     | ウエハラ蜂   |
| 134      | 次郎太刀（じろうたち）            | 2015/1/14  | 2018/12/14     | -    | 宫下荣治   | トミダトモミ |
| 162      | 祢祢切丸（禰々切丸、ねねきりまる) | 2018/12/18 | 未實裝         | -    | 松田健一郎 | 源觉         |

### 槍
| 刀帳編號 | 名字                                         | 實裝       | 實裝（極） | 刀派 | 聲優       | 繪師                 |
| -------- | -------------------------------------------- | ---------- | ---------- | ---- | ---------- | -------------------- |
| 065      | 蜻蛉切（とんぼきり）                         | 2015/1/14  | 2019/7/30  | 村正 | 樱井透     | 源覺（ニトロプラス） |
| 136      | 日本号（にほんごう）                         | 2015/8/11  | 2019/8/20  | -    | 津田健次郎 | 铃木次郎             |
| 138      | 御手杵（おてぎね）                           | 2015/1/14  | 2019/6/25  | -    | 浜田贤二   | minato               |
| 194      | 大千鳥十文字槍（おおちとりじゅうもんじやり） | 2020/12/17 | 未實裝     | -    | 梅原裕一郎 | minato               |
| 214      | 人間無骨（にんげんむこつ）                   | 2022/12/13 | 未實裝     | 兼定 | 吉野裕行   | AKIRA                |

### 薙刀
| 刀帳編號 | 名字                           | 實裝      | 實裝（極） | 刀派 | 聲優       | 繪師   |
| -------- | ------------------------------ | --------- | ---------- | ---- | ---------- | ------ |
| 009      | 岩融（いわとおし）             | 2015/1/14 | 2020/3/4   | 三条 | 宫下荣治   | キナコ |
| 140      | 巴形薙刀（ともえがたなぎなた） | 2017/7/4  | 2020/3/4   | -    | 野岛裕史   | キナコ |
| 152      | 静形薙刀（しずかがたなぎなた） | 2018/4/17 | 2020/3/4   | -    | 阿座上洋平 | キナコ |

### 劍
| 刀帳編號 | 名字                               | 實裝      | 實裝（極） | 刀派   | 聲優     | 繪師                           |
| -------- | ---------------------------------- | --------- | ---------- | ------ | -------- | ------------------------------ |
| 164      | 白山吉光（はくさんよしみつ）       | 2019/2/19 | 未實裝     | 粟田口 | 下野紘   | 猫缶まっしぐら（ニトロプラス） |
| 206      | 七星劍（しちせいけん）             | 2022/4/12 | 未實裝     | -      | 川島零士 | 渓白（ニトロプラス）           |
| 208      | 丙子椒林劍（へいししょうりんけん） | 2024/7/2  | 未實裝     | -      | 羽多野涉 | 渓白（ニトロプラス）           |

## 爭議
《刀劍亂舞》與《艦隊Collection》同樣是由DMM提供及營運的網頁遊戲，因系統與《艦隊Collection》相似度極高引發艦娘製作人岡宮道生不滿。。
2015年7月10日，營運商承認遊戲內部份圖像為盜用。身為原作者的N+承認自己在問題盜用圖像上有所疏失，並將謝罪文刊登在網站上。事後也將有盜用的圖像更改，而這也導致原本預定在2015年夏天預計實裝的新地圖有所延期。

## 音樂劇
詳細可見刀劍亂舞音樂劇，以下為正劇演出資訊。

### 阿津賀志山異聞
初演：2016年5月27日 - 6月26日 東京／大阪／京都
再演（in巴里）：2018年7月15日 巴黎、8月3日 - 8月19日 東京
- 三日月宗近 - 黑羽麻璃央
- 小狐丸 - 北園涼（日语：北園涼）
- 石切丸 - 崎山つばさ（日语：崎山つばさ）
- 岩融 - 佐伯大地（日语：佐伯大地）
- 今劍 - 大平峻也（日语：大平峻也）
- 加州清光 - 佐藤流司（日语：佐藤流司）
- 武藏坊弁慶 - 田中しげ美（日语：田中しげ美）
- 源義經 - 荒木健太朗（日语：荒木健太朗）
- 源賴朝 - 奥野正明（日语：奥野正明）（初演） / 冨田昌則（日语：冨田昌則）（再演）
- 藤原泰衡 - 加古臨王（日语：加古臨王）

### 幕末天狼傳
初演：2016年9月24日 - 2017年1月15日 東京／福岡／大阪／上海
再演：2020年9月20日 - 11月23日 東京／福岡／京都／東京凱旋（9月24日至11月2日公演中止）
- 加州清光 - 佐藤流司（日语：佐藤流司）
- 大和守安定 - 鳥越裕貴（日语：鳥越裕貴）
- 和泉守兼定 - 有澤樟太郎（日语：有澤樟太郎）
- 堀川國廣 - 小越勇輝（日语：小越勇輝）（初演） / 阪本奨悟（再演）
- 蜂須賀虎徹 - 高橋健介（日语：高橋健介 (俳優)）
- 長曾禰虎徹 - 伊万里有（日语：伊万里有）
- 近藤勇 - 郷本直也（日语：郷本直也）（初演） / 小柳心（日语：小柳心）（再演）
- 土方歲三 - 高木トモユキ（日语：高木トモユキ）
- 冲田總司 - 栩原楽人（日语：栩原楽人）（初演） / 定本楓馬（日语：定本楓馬）（再演）

### 三百年的搖籃曲（三百年の子守唄）[9]
初演：2017年3月4日 - 5月21日 東京／大阪／東京凱旋／珠海
再演：2019年1月20日 - 3月24日 東京／大阪／京都／東京凱旋
- 石切丸 - 崎山つばさ（日语：崎山つばさ）
- 笑面青江 - 荒木宏文
- 千子村正 - 太田基裕
- 蜻蛉切 - Spi（日语：Spi (俳優)）
- 物吉貞宗 - 横田龍儀（日语：横田龍儀）
- 大俱利伽羅 - 財木琢磨（日语：財木琢磨）（初演） /  牧島輝（日语：牧島輝）（再演）
- 德川家康 - 鷲尾昇（日语：鷲尾昇）
- 松平信康 - 大野瑞生（日语：大野瑞生）
- 竹千代 - 阿由葉朱凌、小島幸士（初演） /  中村琉葦、川尻拓彌（再演）   ※W Cast
- 吾兵 - 高根正樹（日语：高根正樹）

### 兵途猶在夢不歸（つはものどもがゆめのあと）[10]
2017年11月4日 - 2018年1月14日 東京／京都／東京凱旋／大阪
- 三日月宗近 -黑羽麻璃央
- 小狐丸 - 北園涼（日语：北園涼）
- 岩融 - 佐伯大地（日语：佐伯大地）
- 今劍 - 大平峻也（日语：大平峻也）
- 髭切 - 三浦宏規
- 膝丸 - 高野洸
- 武藏坊弁慶 - 田中しげ美（日语：田中しげ美）
- 源義經 - 荒木健太朗（日语：荒木健太朗）
- 源賴朝 - 冨田昌則（日语：冨田昌則）
- 藤原泰衡 - 加古臨王（日语：加古臨王）

### 終之音、始之聲（結びの響、始まりの音）
2018年3月24日 - 5月6日 東京／大阪／東京凱旋
- 大和守安定 - 鳥越裕貴（日语：鳥越裕貴）
- 和泉守兼定 - 有澤樟太郎（日语：有澤樟太郎）
- 陸奥守吉行 - 田村心（日语：田村心）
- 堀川國廣 - 阪本奨悟
- 長曾禰虎徹 - 伊万里有（日语：伊万里有）
- 巴形薙刀 - 丘山晴己（日语：丘山晴己）
- 土方歲三 - 高木トモユキ（日语：高木トモユキ）
- 島田魁 - 辰巳智秋（日语：辰巳智秋）
- 中島登 - 新原武
- 榎本武揚 - 藤田玲（日语：藤田玲）

### 葵咲本紀
2019年8月3日 - 10月27日  東京／大阪／兵庫／福岡／東京凱旋
- 明石國行 - 仲田博喜
- 千子村正 - 太田基裕
- 蜻蛉切 - Spi（日语：Spi (俳優)）
- 鹤丸國永 - 岡宮来夢（日语：岡宮来夢）
- 御手杵 - 田中涼星（日语：田中涼星）
- 籠手切江 - 田村升吾（日语：田村升吾）
- 德川家康 - 鷲尾昇（日语：鷲尾昇）
- 松平信康 - 大野瑞生（日语：大野瑞生）
- 结城秀康 - 二葉要（日语：二葉要）   代役：加古臨王（日语：加古臨王）
- 永見貞愛 - 二葉勇（日语：二葉勇）
- 德川秀忠 - 原嶋元久（日语：原嶋元久）

### 靜海天國（静かの海のパライソ）
初演：2020年3月21日 - 5月31日，東京／兵庫／熊本／宮城／東京凱旋（受COVID-19疫情影響，3月27日後之公演全部取消）
再演：2021年9月27日 - 11月25日，東京／福岡／大阪／東京凱旋／宮城
- 鹤丸國永 - 岡宮来夢（日语：岡宮来夢）
- 大俱利伽羅 - 牧島輝（日语：牧島輝）
- 浦岛虎徹 - 糸川耀士郎
- 日向正宗 - 石橋弘毅（日语：石橋弘毅）
- 豐前江 - 立花裕大（日语：立花裕大）
- 松井江 - 笹森裕貴（日语：笹森裕貴）
- 松平信綱 - 吉川純廣
- 少年、兄 - 横山賀三（日语：横山賀三）
- 弟 - 中村琉葦
- 山田右衛門作 - 中村誠治郎（日语：中村誠治郎）

### 東京心憶（東京心覚）
2021年3月7日 - 5月23日：東京／宮城／熊本／愛知／大阪／東京凱旋
- 大典太光世 - 雷太（日语：雷太）
- 騷速劍 - 中尾暢樹
- 豐前江 - 立花裕大（日语：立花裕大）
- 桑名江 - 福井巴也（日语：福井巴也）
- 水心子正秀 - 小西成弥（日语：小西成弥）
- 源清麿 - 佐藤信長
- 五月雨江 - 山﨑晶吾（日语：山﨑晶吾）
- 村雲江 - 永田聖一朗（日语：永田聖一朗）
- 天海、勝海舟 - 三上市朗（日语：三上市朗）
- 平將門 - 川隅美慎（日语：川隅美慎）
- 太田道灌 - 有馬自由（日语：有馬自由）

### 江水散花雪
2022年1月30日 - 2022年3月13日：愛知／大阪／東京
- 和泉守兼定 - 有澤樟太郎（日语：有澤樟太郎）
- 大包平 - 松島勇之介（日语：松島勇之介）
- 小龍景光 - 長田光平
- 山姥切國廣 - 加藤大悟
- 南泉一文字 - 武本悠佑（日语：武本悠佑）
- 肥前忠廣 - 石川凌雅
- 井伊直弼 - 俵木藤汰（日语：俵木藤汰）
- 會澤正志齋、湯森·哈里斯、彈左衛門、勝海舟 - 犬飼淳治（日语：犬飼淳治）
- 吉田松陰 - 遠藤雄彌

### 砥水漾影花（花影ゆれる砥水）
2023年4月30日 - 2023年6月18日：東京／兵庫／福岡／東京凱旋
- 鬼丸國綱 - 林光哲
- 一期一振 - 國島直希
- 大般若長光 - 京典和玖
- 小龍景光 - 長田光平
- 壓切長谷部 - 木原瑠生
- 山姥切長義 - 水江建太
- 本阿彌光德 - 唐橋充
- 影 - 杉山諒二
- 豐臣秀吉 - 小須田康人

### 陸奧一蓮
2024年3月10日 - 2024年5月6日：東京／大阪／東京凱旋
- 三日月宗近 - 黑羽麻璃央
- 加州清光 - 佐藤流司（日语：佐藤流司）
- 蜂須賀虎徹 - 高橋健介（日语：高橋健介 (俳優)）
- 鶴丸國永 - 岡宮来夢（日语：岡宮来夢）
- 水心子正秀 - 小西成弥（日语：小西成弥）
- 大包平 - 松島勇之介（日语：松島勇之介）
- 山姥切國廣 - 加藤大悟
- 阿弖流為 - 山本亨
- 母禮 - 細見大輔
- 坂上田村麻呂 - 三上市朗（日语：三上市朗）

### 坂龍飛騰
2025年3月23日 - 2024年5月11日：東京／大阪／東京凱旋
- 陸奥守吉行 - 田村心（日语：田村心）
- 肥前忠廣 - 石川凌雅
- 南海太郎朝尊 - 塩田一期（日语：塩田一期）
- 笹貫 - 福澤侑（日语：福澤侑）
- 後家兼光 - 佐奈宏紀（日语：佐奈宏紀）
- 大慶直胤 - 大友至恩（日语：大友至恩）
- 坂本龍馬 - 上山竜治（日语：上山竜治）
- 西郷隆盛 - 松本 亮（日语：松本 亮）
- 久坂玄瑞 - 鈴木利典（日语：鈴木利典）
- 岡田以蔵 - 兼松若人（日语：兼松若人）
- 勝麟太郎 - 日野陽仁（日语：日野陽仁）

## 舞台劇

### 虛伝 燃ゆる本能寺
初演：2016年5月3日 - 14日、シアター1010 / 5月17日 - 20日、メルパルク大阪
再演：2016年12月15日 - 30日、天王洲 銀河劇場 / 2017年1月7日 - 8日、アルモニーサンク北九州ソレイユホール / 1月12日 - 17日、大阪メルパルクホール
主演
- 三日月宗近 - 鈴木拡樹
- 山姥切国广 - 荒牧慶彦
- 宗三左文字 - 佐佐木喜英
- 小夜左文字 - 納谷健（日语：納谷健）
- 药研藤四郎 - 北村諒
- 压切长谷部 - 和田雅成（日语：和田雅成）
- 不动行光 - 椎名鯛造（日语：椎名鯛造）
- 一期一振 - 廣瀬大介
- 鯰尾藤四郎 - 杉江大志（日语：杉江大志）
- 烛台切光忠 - 東啓介（日语：東啓介）
- 鹤丸国永 - 染谷俊之（初演）/健人（日语：健人 (俳優)）（再演）
- 江雪左文字 - 輝馬（日语：輝馬）（初演）/瀬戸祐介（日语：瀬戸祐介）（再演）
- 森兰丸 - 丸目聖人（日语：丸目聖人） [11]
- 明智光秀 - 窪寺昭 [11]

### 義伝 暁の獨眼竜
2017年6月1日 - 25日、天王洲 銀河劇場 / 6月29日 - 7月2日、京都劇場 / 7月13日 - 14日、福岡サンパレス ホテル＆ホール
主演
- 三日月宗近 - 鈴木拡樹
- 山姥切国广 - 荒牧慶彦
- 大俱利伽罗 - 猪野広樹（日语：猪野広樹）
- 烛台切光忠 - 東啓介（日语：東啓介）
- 太鼓钟贞宗 - 橋本祥平（日语：橋本祥平）
- 鹤丸国永 - 健人 (俳優)（日语：健人 (俳優)）
- 小夜左文字 - 納谷健（日语：納谷健）
- 歌仙兼定 - 和田琢磨
- 伊达政宗 - 富田翔（日语：富田翔）
- 细川忠兴 - 早乙女じょうじ（日语：早乙女じょうじ）
- 片仓景纲 - 高松潤（日语：高松潤）

### ジョ伝 三つら星刀語り
2017年12月15日 - 27日、TOKYO DOME CITY HALL / 12月21日 - 24日、大阪メルパルクホール / 12月28日・29日、福岡サンパレス ホテル&ホール
同年11月23日上演『外伝 此の夜らの小田原』。
主演
- 山姥切国广 - 荒牧慶彦
- 压切长谷部 - 和田雅成（日语：和田雅成）
- 小夜左文字 - 納谷健（日语：納谷健）
- 骨喰藤四郎 - 北川尚弥（日语：北川尚弥）
- 同田贯正国 - 武子直輝（日语：武子直輝）
- 山伏国广 - 横山真史（日语：横山真史）
- 日本号 - 成松慶彦（日语：成松慶彦）
- 博多藤四郎 - 木津翼（日语：木津つばさ）
- 骚速剑 - 飯山裕太（日语：飯山裕太）

### 悲伝 結いの目の不如帰
2018年6月2日 - 6日、明治座 / 6月14日 - 7月1日、京都劇場 / 7月4日 - 6日、アルモニーサンク 北九州ソレイユホール / 7月19日 - 22日、日本青年館ホール / 7月25日 - 29日、天王洲 銀河劇場
主演
- 三日月宗近 - 鈴木拡樹
- 山姥切国广 - 荒牧慶彦
- 骨喰藤四郎 - 三津谷亮（日语：三津谷亮）
- 不动行光 - 椎名鯛造（日语：椎名鯛造）
- 压切长谷部 - 和田雅成（日语：和田雅成）
- 歌仙兼定 - 和田琢磨
- 鹤丸国永 - 健人（日语：健人 (俳優)）
- 烛台切光忠 - 東啓介（日语：東啓介）
- 大般若长光 - 川上将大（日语：川上将大）
- 莺丸 - 前山剛久
- 大包平 - 加藤将（日语：加藤将）
- 小乌丸 - 玉城裕規（日语：玉城裕規）
- 足利義輝 - 中河內雅貴
- 鵺 - 碓井將大

### 慈伝 日日の葉よ散るらむ
2019年6月14日 - 23日、品川プリンスホテル ステラボール / 6月28日 - 7月7日、サンケイホールブリーゼ / 7月11日 - 15日、AiiA 2.5 Theater Kobe / 7月19日 - 8月4日、品川プリンスホテル ステラボール
主演
- 山姥切国广：荒牧慶彦
- 压切长谷部：和田雅成（日语：和田雅成）
- 鹤丸国永：健人（日语：健人 (俳優)）
- 莺丸：前山剛久
- 大包平：加藤将（日语：加藤将）
- 大般若长光：川上将大（日语：川上将大）
- 大典太光世：磯野大（日语：磯野大）
- 骚速剑：飯山裕太（日语：飯山裕太）
- 博多藤四郎：木津翼（日语：木津つばさ）
- 前田藤四郎：大崎捺希（日语：大崎捺希）
- 五虎退：設樂銀河（日语：設楽銀河）
- 山伏国广：横山真史（日语：横山真史）
- 同田贯正国：武子直輝（日语：武子直輝）
- 太郎太刀：小林涼（日语：小林涼）
- 次郎太刀：小坂涼太郎（日语：小坂涼太郎）
- 南泉一文字：谷水力（日语：谷水力）
- 山姥切长义：梅津瑞樹
- 陆奥守吉行：蒼木陣（日语：蒼木陣）
- 小夜左文字：納谷健（日语：納谷健）（東京公演）
- 骨喰藤四郎：北川尚弥（日语：北川尚弥）（大阪公演）
- 不动行光：椎名鯛造（日语：椎名鯛造）（兵庫公演）
- 歌仙兼定：和田琢磨（東京凱旋公演）

### 維伝 朧の志士たち
2019年11月22日 - 12月1日、TOKYO DOME CITY HALL / 12月6日 - 15日、 AiiA 2.5 Theater Kobe / 12月20日 - 2020年1月12日、TBS赤坂ACTシアター / 1月17日・18日、福岡サンパレス ホテル＆ホール
主演
- 陆奥守吉行：蒼木陣（日语：蒼木陣）
- 肥前忠广：櫻井圭登（日语：櫻井圭登）
- 南海太郎朝尊：三好大貴（日语：三好大貴）
- 和泉守兼定：田淵累生（日语：田淵累生）
- 堀川国广：小西詠斗
- 小乌丸：玉城裕規（日语：玉城裕規）
- 鹤丸国永：染谷俊之
- 坂本龙马：岡田達也（日语：岡田達也）
- 武市半平太：神農直隆（日语：神農直隆）
- 冈田以藏：一色洋平（日语：一色洋平）
- 吉田东洋：唐橋充（日语：唐橋充）

### 綺伝 いくさ世の徒花科白劇 舞台『刀剣乱舞/灯』 改変 いくさ世の徒花の記憶
2020年7月16日 - 8月9日、品川プリンスホテル ステラボール
主演
- 歌仙兼定 - 和田琢磨
- 山姥切长义 - 梅津瑞樹
- 笑面青江 - 佐野真白（日语：佐野真白）
- 龟甲贞宗 - 松井勇歩（日语：松井勇歩）
- 獅子王 - 伊崎龍次郎（日语：伊崎龍次郎）
- 笼手切江 - 大見拓土（日语：大見拓土）
- 古今传授之太刀 - 塚本凌生（日语：塚本凌生）
- 地藏行平 - 星元裕月（日语：星元裕月）
- 大友宗麟 - 三浦浩一（日语：三浦浩一）
- 细川忠兴 - 早乙女じょうじ（日语：早乙女じょうじ）
- 黑田孝高 - 山浦徹（日语：山浦徹）
- 高山右近 - 黒川恭佑（日语：黒川恭佑）
- 小西行长 - 堀田胜
- 大村纯忠 - 石原正一（日语：石原正一）
- 有马晴信 - 船木政秀（日语：船木政秀）
- 细川伽罗奢 - 七海弘希

### 天伝 蒼空の兵 -大坂冬の陣-
2021年1月10日 - 3月28日、IHIステージアラウンド東京
主演
- 一期一振 - 本田礼生（日语：本田礼生）
- 鯰尾藤四郎 - 前嶋曜（日语：前嶋曜）
- 骨喰藤四郎 - 北川尚弥（日语：北川尚弥）
- 宗三左文字 - 佐佐木喜英
- 加州清光 - 松田凌（日语：松田凌）
- 太阁左文字 - 北乃颯希（日语：北乃颯希）
- 真田信繁 - 鈴木裕樹
- 大野治长 - 姜暢雄
- 丰臣秀赖 - 小松準弥（日语：小松準弥）
- 弥助 - 日南田顕久
- 阿形 - 安田桃太郎（日语：安田桃太郎）
- 吽形 - 杉山圭一（日语：杉山圭一）
- 德川家康 - 松村雄基
- 山姥切国广 - 荒牧慶彦

### 无伝 夕紅の士 -大坂夏の陣-
2021年4月11日 - 6月27日、IHIステージアラウンド東京
主演
- 三日月宗近 - 鈴木拡樹
- 数珠丸恒次 - 高本学（日语：高本学）
- 骨喰藤四郎 - 三津谷亮（日语：三津谷亮）
- 药研藤四郎 - 北村諒
- 压切长谷部 - 和田雅成（日语：和田雅成）
- 大千鸟十文字枪 - 近藤頌利（日语：近藤頌利）
- 泛尘 - 熊谷魁人（日语：熊谷魁人）
- 鹤丸国永 - 染谷俊之
- 丰臣秀赖 - 小松準弥（日语：小松準弥）
- 猿飛佐助 - 風間由次郎（日语：風間由次郎）
- 雾隐才藏 - 河合龙之介
- 穴山小助 - 牧田哲也
- 三好清海入道 - 坂口修一（日语：坂口修一）
- 三好伊三入道 - 竹村晋太朗（日语：竹村晋太朗）
- 海野六郎 - 高田淳（日语：高田淳 (俳優)）
- 由利镰之助 - 行澤孝（日语：行澤孝）
- 笕十藏 - 久保田創（日语：久保田創）
- 望月六郎 - 伊藤教人（日语：伊藤教人）
- 根津甚八 - 星璃（日语：星璃）
- 高台院 - 一路真輝

### 綺伝 いくさ世の徒花
2022年3月19日 - 4月3日、明治座 / 4月22日 - 24日、福岡サンパレス ホテル&ホール / 4月30日 - 5月15日、新歌舞伎座
主演
- 歌仙兼定 - 和田琢磨
- 山姥切长义 - 梅津瑞樹
- 笑面青江 - 佐野真白（日语：佐野真白）
- 龟甲贞宗 - 松井勇歩（日语：松井勇歩）
- 狮子王 - 伊崎龍次郎（日语：伊崎龍次郎）
- 笼手切江 - 大見拓土（日语：大見拓土）
- 古今传授之太刀 - 塚本凌生（日语：塚本凌生）
- 地藏行平 - 星元裕月（日语：星元裕月）
- 大友宗麟 - 三浦浩一（日语：三浦浩一）
- 细川忠兴 - 早乙女じょうじ（日语：早乙女じょうじ）
- 黑田孝高 - 山浦徹（日语：山浦徹）
- 高山右近 - 黒川恭佑（日语：黒川恭佑）
- 小西行长 - 堀田勝
- 大村純忠 - 石原正一（日语：石原正一）
- 有马晴信 - 船木政秀（日语：船木政秀）
- 伊东满所 - 松村龍之介（日语：松村龍之介）
- 千次羽纪 - 佐藤永典
- 中浦儒略 - 深澤大河（日语：深澤大河）
- 原玛尔定 - 湯本健一（日语：湯本健一）
- 細川伽罗奢 - 七海弘希

### 禺伝 矛盾源氏物語
2023年2月4日 - 12日、TOKYO DOME CITY HALL / 2月16日 - 19日、オリックス劇場
主演
- 歌仙兼定 - 七海弘希
- 大俱利伽罗 - 彩凪翔
- 一文字则宗 - 綾凰華（日语：綾凰華）
- 山鸟毛 - 麻央侑希
- 姫鹤一文字 - 澄輝さやと（日语：澄輝さやと）
- 南泉一文字 - 汐月しゅう（日语：汐月しゅう）
- 光源氏 - 瀬戸かずや

### 山姥切国広 単独行 -日本刀史-
2023年10月7日 - 22日、天王洲 銀河劇場 / 10月26日 - 11月5日、京都劇場 / 11月10日 - 12日、キャナルシティ劇場
主演
- 山姥切国広 - 荒牧慶彦
- 建速須佐之男命 - 荒牧慶彦
- 厩戸皇子 - 荒牧慶彦
- 三条小鍛冶宗近 - 荒牧慶彦
- 北条政子 - 荒牧慶彦
- 畠山義就 - 荒牧慶彦
- 明智光秀 - 荒牧慶彦
- 石出帯刀吉深 - 荒牧慶彦
- 桐野利秋 - 荒牧慶彦
- 三日月宗近 - 荒牧慶彦
- ふくのすけ - 池之上頼嗣（日语：池之上頼嗣）
- 織田三郎信長 - 中嶋海央（日语：中嶋海央）

### 心伝 つけたり奇譚の走馬灯
2024年6月8日 - 30日、THEATER MILANO-Za / 7月5日 - 14日、COOL JAPAN PARK OSAKA WWホール / 7月19日 - 21日、キャナルシティ劇場
主演
- 加州清光 - 松田凌（日语：松田凌）
- 大和守安定 - 植田圭輔（日语：植田圭輔）
- 和泉守兼定 - 田淵累生（日语：田淵累生）
- 堀川国广 - 小西詠斗
- 長曽祢虎徹 - 松田岳
- 孫六兼元 - 砂川脩（日语：砂川脩）
- 監査官 - 内藤大希（日语：内藤大希）
- 近藤勇 - 佐々木 崇（日语：佐々木 崇）
- 土方歳三 - 小早川俊輔（日语：小早川俊輔）
- 斎藤一 - 池岡亮介（日语：池岡亮介）
- 永倉新八 - 足立英昭（日语：足立英昭）
- 谷三十郎 - 阿見201（日语：阿見201）
- 山南敬助 - 栗原功平（日语：栗原功平）
- 沖田総司  - 早乙女友貴（日语：早乙女友貴）

## 電視動畫

### 刀劍亂舞 -花丸-
熱門遊戲《刀劍亂舞 -ONLINE-》的改編動畫。2016年10月2日起，在日本電視台TOKYO MX日本當地時間深夜24:00時首播後，陸續在BS11等電視台向全日本播放。2017年12月1日至14日期間，在日本各地上映電影版的總集篇《「刀劍亂舞 -花丸-」～幕間回想錄～》。2018年推出第2期《續 刀劍亂舞 -花丸-》，除沿用原本「某處本丸」的設定，在已登場的47位刀劍男士外，也有新角色顯現。第2期自1月7日起，同樣在日本電視台TOKYO MX日本當地時間深夜24:00時首播後，陸續在BS11等電視台向全日本播放。劇場版三部曲《特『刀劍亂舞-花丸-』～雪月華～》分別於2022年5月20日、7月8日、9月1日在日本上映。

#### 劇情
舞台設定在2205年某處的「本丸」。面對企圖修改歷史的「歷史修正主義者」，肩負歷史守護責任的「審神者」召喚出由日本古刀劍化成人形同時也是最強付喪神的眾「刀劍男士」。故事主要敘述的是這群刀劍男士與「時間溯行軍」對抗之餘，他們在本丸明直愉悅的日常生活。故事雖是日常，但其中又以大和守安定、加州清光為主角，又以前者對原主人沖田總司的情感貫穿始終，其中主要講述大和守安定在現今本丸主人處肩負起的歷史守護責任，與安定對原主人在池田屋事件中的結果充滿悔恨想要改變結局的情感產生衝突，而本丸中最資深的加州清光則一直在引導安定避免在回到過去執行任務時改變歷史。安定並未改變歷史並決定外出旅行，第二期劇情從安定外出旅行後開始。

#### 製作
第一期動畫製作前，其製作人伊藤隼之介曾設想過打鬥和日常路線兩種方案，由於內番服的緣故選擇了後者。副標題意在柔和感，并含有其它意義。動畫改編將在不會破壞原有的遊戲世界觀上加入原創劇情並增加刀劍男士間的對話。系列設計中，劇情並不連續，角色將會緩緩上場。導演直谷隆首次執導電視動畫，他的構想是背負歷史、前路不明的苦惱之餘，刀劍男士們依然勇敢邁前，明快生活。系列構成與劇本是曾任《元氣囝仔》編劇的杉浦理史，角色設計則是《魔法少女小圓》的作畫監督谷口淳一郎，谷口成功地統合了眾多的人物設計風格。第一期OP動畫導演為畫風細緻，善於處理動作場面的名導演梅津泰臣。

##### 製作人員
- 原案：《刀劍亂舞-ONLINE-》（DMM GAMES/Nitroplus）
- 導演：直谷隆（第一期）→越田知明（第二期）
- 角色設計：谷口淳一郎
- 系列構成·劇本：杉浦理史（日语：杉浦理史）（第一期）→WriteWorks（第二期）
- 總作畫監督：谷口淳一郎、飯田惠理子、吉川真帆（第一期）→古賀美裕紀、熊田明子、森光惠（第二期）
- 美術監督：
- 美術設定：高橋武之
- 色彩設計：真壁源太、（第一期）→竹內優太（第二期）
- 攝影監督：伊藤邦彥（第一期）→吳健弘（第二期）
- 編輯：坪根健太郎
- 音樂監督：鄉文裕貴（日语：郷文裕貴）
- 音樂：川井憲次
- 動畫製作：動畫工房
- 製作：《刀劍亂舞 -花丸-》製作委員會[19][21]

#### 主題曲

##### 第一期
片頭曲
作詞：，作曲、編曲：睦月周平，主唱：大和守安定（市來光弘）、加州清光（增田俊樹）
片尾曲
第1話：
作詞：，作曲、編曲：睦月周平，主唱：大和守安定（市來光弘）、加州清光（增田俊樹）
第2話：
作詞：eNu，作曲、編曲：R・O・N，主唱：壓切長谷部（新垣樽助）、宗三左文字（泰勇氣）、藥研藤四郎（山下誠一郎）
第3話：
作詞：eNu，作曲、編曲：睦月周平，主唱：前田藤四郎（入江玲於奈）、藥研藤四郎（山下誠一郎）、五虎退（粕谷雄太）、秋田藤四郎（山谷祥生）、亂藤四郎（山本和臣）、平野藤四郎（淺利遼太）、厚藤四郎（山下大輝）
第4話：
作詞：，作曲、編曲：設樂哲也，主唱：堀川國廣（榎木淳彌）、和泉守兼定（木村良平）
第5話：
作詞：，作曲、編曲：稻毛謙介，主唱：歌仙兼定（石川界人）、燭臺切光忠（佐藤拓也）、鶴丸國永（齊藤壯馬）、三日月宗近（鳥海浩輔）
第6話：
作詞：eNu，作曲、編曲：設樂哲也，主唱：陸奧守吉行（濱健人）、博多藤四郎（大須賀純）、山伏國廣（櫻井透）、御手杵（濱田賢二）
第7話：
作詞、作曲：芥田貴弘，編曲：宮崎誠，主唱：前田藤四郎（入江玲於奈）、鯰尾藤四郎（齊藤壯馬）、藥研藤四郎（山下誠一郎）、五虎退（粕谷雄太）、秋田藤四郎（山谷祥生）、亂藤四郎（山本和臣）、平野藤四郎（淺利遼太）、骨喰藤四郎（鈴木裕斗）、厚藤四郎（山下大輝）、博多藤四郎（大須賀純）、一期一振（田丸篤志）
第8話：
作詞：杉浦理史，作曲、編曲：睦月周平，主唱：笑面青江（間島淳司）和幽靈退治戰隊 [前田藤四郎（入江玲於奈）、鯰尾藤四郎（齊藤壯馬）、藥研藤四郎（山下誠一郎）、五虎退（粕谷雄太）、秋田藤四郎（山谷祥生）、亂藤四郎（山本和臣）、平野藤四郎（淺利遼太）、骨喰藤四郎（鈴木裕斗）、厚藤四郎（山下大輝）、博多藤四郎（大須賀純）]
第9話：
作詞：eNu，作曲、編曲：R・O・N，主唱：今劍（山下大輝）、岩融（宮下榮治）
第10話：
作詞：，作曲、編曲：稻毛謙介(TEMPEST STUDIO)，主唱：愛染國俊（山下誠一郎）、螢丸（井口祐一）、明石國行（淺利遼太）
劇中曲
第12話：
作詞：，作曲、編曲：保科潤(TEMPEST STUDIO)，主唱：大和守安定（市來光弘）、加州清光（增田俊樹）

##### 第二期
片頭曲
作詞：，作曲、編曲：睦月周平，主唱：大和守安定（市來光弘）、加州清光（增田俊樹）
以上為第1話和最終話的片頭曲。第2話至第11話另有不同的聲優組合加入配唱的變化：
ver.2：壓切長谷部（新垣樽助）、今劍（山下大輝）、前田藤四郎（入江玲於奈）、笑面青江（間島淳司）、蜂須賀虎徹（興津和幸）、陸奧守吉行（濱健人）
ver.3：鯰尾藤四郎（齊藤壯馬）、歌仙兼定（石川界人）、宗三左文字（泰勇氣）、藥研藤四郎（山下誠一郎）、燭臺切光忠（佐藤拓也）、五虎退（粕谷雄太）
ver.4：山姥切國廣（前野智昭）、獅子王（逢坂良太）、石切丸（高橋英則）、秋田藤四郎（山谷祥生）、亂藤四郎（山本和臣）、鳴狐（淺沼晉太郎）
ver.5：愛染國俊（山下誠一郎）、同田貫正國（櫻井透）、鶴丸國永（齊藤壯馬）、平野藤四郎（淺利遼太）、骨喰藤四郎（鈴木裕斗）、厚藤四郎（山下大輝）
ver.6：小夜左文字（村瀨步）、鶯丸（柿原徹也）、堀川國廣（榎木淳彌）、和泉守兼定（木村良平）、太郎太刀（泰勇氣）、次郎太刀（宮下榮治）
ver.7：大俱利伽羅（古川慎）、三日月宗近（鳥海浩輔）、博多藤四郎（大須賀純）、山伏國廣（櫻井透）、御手杵（濱田賢二）、江雪左文字（佐藤拓也）
ver.8：浦島虎徹（福島潤）、一期一振（田丸篤志）、蜻蛉切（櫻井透）、日本號（津田健次郎）、小狐丸（近藤隆）、岩融（宮下榮治）
ver.9：螢丸（井口祐一）、明石國行（淺利遼太）、長曾禰虎徹（新垣樽助）、髭切（花江夏樹）、膝丸（岡本信彥）、數珠丸恒次（綠川光）
ver.10：太鼓鐘貞宗（高橋孝治）、不動行光（阪口大助）、小烏丸（保志總一朗）、大典太光世（浪川大輔）、騷速劍（淺利遼太）、後藤藤四郎（村田太志）
ver.11：信濃藤四郎（小林裕介）、包丁藤四郎（宮田幸季）、物吉貞宗（小野賢章）、龜甲貞宗（山中真尋）、千子村正（諏訪部順一）、大包平（小野友樹）
片尾曲
第1話：
作詞：，作曲、編曲：R・O・N，主唱：髭切（花江夏樹）、膝丸（岡本信彥）
第2話：
作詞：eNu，作曲、編曲：保科潤，主唱：鯰尾藤四郎（齊藤壯馬）、骨喰藤四郎（鈴木裕斗）、一期一振（田丸篤志）
第3話：
作詞：eNu，作曲、編曲：設樂哲也，主唱：燭臺切光忠（佐藤拓也）、大俱利伽羅（古川慎）、太鼓鐘貞宗（高橋孝治）
第4話：
作詞：，作曲、編曲：睦月周平，主唱：山姥切國廣（前野智昭）、獅子王（逢坂良太）、小烏丸（保志總一朗）
第5話：
作詞：eNu，作曲、編曲：設樂哲也，主唱：蜂須賀虎徹（興津和幸）、浦島虎徹（福島潤）、長曾禰虎徹（新垣樽助）
第6話：
作詞：，作曲、編曲：睦月周平，主唱：宗三左文字（泰勇氣）、小夜左文字（村瀨步）、江雪左文字（佐藤拓也）
第7話：
作詞、作曲：，編曲：R・O・N，主唱：前田藤四郎（入江玲於奈）、鯰尾藤四郎（齊藤壯馬）、藥研藤四郎（山下誠一郎）、五虎退（粕谷雄太）、秋田藤四郎（山谷祥生）、亂藤四郎（山本和臣）、平野藤四郎（淺利遼太）、骨喰藤四郎（鈴木裕斗）、厚藤四郎（山下大輝）、博多藤四郎（大須賀純）、一期一振（田丸篤志）、後藤藤四郎（村田太志）、信濃藤四郎（小林裕介）、包丁藤四郎（宮田幸季）
第8話：
作詞、作曲、編曲：瀧澤章，主唱：龜甲貞宗（山中真尋）、千子村正（諏訪部順一）
第9話：
作詞：，作曲：山田智和，編曲：宮崎誠，主唱：太郎太刀（泰勇氣）、次郎太刀（宮下榮治）
第10話：
作詞：eNu，作曲、編曲：馬淵直純，主唱：大典太光世（浪川大輔）、騷速劍（淺利遼太）
第11話：
作曲：川井憲次
劇中曲
第5話：、
作詞：貓田幸，作曲：樱井真一，主唱：蜂須賀虎徹（興津和幸）、長曾禰虎徹（新垣樽助）
第12話：
作詞：，作曲、編曲：睦月周平，主唱：大和守安定（市來光弘）、加州清光（增田俊樹）

#### 各話列表
| 話數  | 日文標題 | 中文標題                      | 劇本                     | 分鏡                 | 演出                 | 作畫監督                                                                                     | 總作畫監督                          |
| 第1期 | 第1期    | 第1期                         | 第1期                    | 第1期                | 第1期                | 第1期                                                                                        | 第1期                               |
| ----- | -------- | ----------------------------- | ------------------------ | -------------------- | -------------------- | -------------------------------------------------------------------------------------------- | ----------------------------------- |
| 01    |          | 睦月 別太得意忘形了           | 杉浦理史                 | 直谷隆               | 直谷隆               | 山崎淳、大澤美奈                                                                             | 谷口淳一郎                          |
| 02    |          | 如月 沒有甚麼想說的話         | 杉浦理史                 | 西村雄太             | 西村雄太             | 曾我篤史、岡崎洋美                                                                           | ABOUT17 飯田惠理子                  |
| 03    |          | 彌生 一萬分之一是甚麼         | 杉浦理史                 | 山崎雄太             | 由井翠               | 澤田知世、崎口沙織                                                                           | 吉川真帆                            |
| 04    |          | 卯月 甚麼是強大               | 杉浦理史                 | 博多正壽             | 江副仁美             | 中本尚、小野和美                                                                             | 飯田惠理子                          |
| 05    |          | 皋月 溫柔就是強大             | 杉浦理史                 | 吉川博明             | 伊部勇志             | 大野勉、江森真理子 服部憲知、松尾真彥                                                        | 吉川真帆                            |
| 06    |          | 水無月 這個據點真是喜慶呢     | 杉浦理史                 | 山崎雄太 ABOUT17     | 高村雄太 ABOUT17     | 栗原優、古賀美裕紀 鈴木彩乃、竹內由香里                                                      | 古賀美裕紀                          |
| 07    |          | 文月 想著誰的幸福             | 杉浦理史                 | 日色夏如             | 日色夏如             | 野田智弘、瀧吾郎                                                                             | 吉川真帆                            |
| 08    |          | 葉月 幽靈退治戰隊結成         | 杉浦理史                 | 直谷隆               | 藏本穗高             | 雨音熾、伊澤珠美 吉川真帆、小野和美 崎口沙織                                                 | 吉川真帆 古賀美裕紀                 |
| 09    |          | 長月 正因為有那樣的過去       | 杉浦理史                 | 吉川博明             | 江副仁美 兒谷直樹    | 豐田曉子、鈴木彩乃 菊池政芳、藤田真弓 海保仁美、金璐浩                                       | 吉川真帆 谷口淳一郎                 |
| 10    |          | 神無月 真正的珍貴回憶         | 吉田惠里香 杉浦理史      | 山崎雄太             | 深瀨重               | 椛島洋介、古賀美裕紀 德川惠梨、小野和美                                                      | 古賀美裕紀 飯田惠理子 谷口淳一郎    |
| 11    |          | 霜月 繼承沖田的、精純一擊     | 杉浦理史                 | 瀨藤健嗣             | 高村雄太             | 吉川真帆、山本連雄 栗原優、鈴木彩乃 崎口沙織、雨音熾                                         | 吉川真帆 谷口淳一郎                 |
| 12    |          | 師走 我們的本丸，今天也是花丸 | 杉浦理史                 | 直谷隆               | 由井翠 藏本穗高      | 吉川真帆、伊澤珠美 松浦麻衣、古賀美裕紀 豐田曉子、崎口沙織                                   | 谷口淳一郎 吉川真帆 飯田惠理子      |
| 第2期 |          |                               |                          |                      |                      |                                                                                              |                                     |
| 01    |          | 睦月 必須變強才行             | 貓田幸 中本宗應          | 越田知明             | 越田知明             | 豐田曉子、伊澤珠美                                                                           | 森光惠                              |
| 02    |          | 如月 希望明天也是美好的一天   | 永野貴裕 貓田幸          | 由井翠               | 羽源久美子           | 兒玉光                                                                                       | 熊田明子                            |
| 03    |          | 彌生 絕對不會輸！             | 貓田幸 木澤行人 中本宗應 | 吉川博明             | 由井翠               | 崎口沙織、山本蓮雄                                                                           | 古賀美裕紀                          |
| 04    |          | 卯月 因為是這座本丸的同伴     | 貓田幸 永野貴裕          | 西田章二             | 藏本穗高             | 曾我篤史、鈴木彩乃 有我洋美                                                                  | 栗原優                              |
| 05    |          | 皋月 我才能做到的事           | 貓田幸                   | 島崎奈奈子           | 島崎奈奈子           | 竹內由香里、伊澤珠美 中本尚                                                                  | 熊田明子                            |
| 06    |          | 水無月 今後也請多多指教       | 貓田幸                   | 越田知明             | 佐佐木純人           | 海保仁美、菅原美智代 金璐浩、上野沙弥佳 宮野健                                               | 菊永千里                            |
| 07    |          | 文月 來大戰一場吧             | 永野貴裕                 | 越田知明、白幡良志之 | 越田知明、白幡良志之 | 曾我篤史、山本蓮雄 澤田知世、豐田曉子 koto、有我洋美 鈴木彩乃、崎口沙織 竹內由香里、田村恭穗 | 曾我篤史                            |
| 08    |          | 葉月 這件事要保密哦           | 貓田幸 中本宗應          | 由井翠               | 深瀨重               | 菊池真芳、關真弓 山崎輝彥、池添優子 菅原美智代、金璐浩 上野沙彌佳、宮野健                    | 菊永千里 海保仁美                   |
| 09    |          | 長月 偶爾也有好處呢…          | 永野貴裕                 | 吉川博明             | 藏本穗高             | 伊澤珠美、中本尚 栗原優、奧山玲奈                                                            | 栗原優                              |
| 10    |          | 神無月 看，沒問題對吧？       | 貓田幸 中本宗應          | 島崎奈奈子           | 島崎奈奈子           | 山崎輝彥、菅原美智代 關真弓、金璐浩 上野沙彌佳、宮野健 竹內由香里、蘆谷耕平 小田多惠子       | 菊永千里 菊池政芳 海保仁美          |
| 11    |          | 霜月 我很期待哦               | 貓田幸 中本宗應          | 日色夏如             | 日色夏如 中谷亞沙美  | 竹內由香里、曾我篤史 栗原優、伊澤珠美 有我洋美、山本蓮雄 崎口沙織                            | 曾我篤史                            |
| 12    |          | 師走 其樂融融的日常故事       | 貓田幸 中本宗應          | 越田知明             | 越田知明             | 竹內由香里、熊田明子 伊澤珠美、有我洋美 曾我篤史、鈴木彩乃 平塚知哉、合田麻美 古賀美裕紀     | 曾我篤史 熊田明子 栗原優 古賀美裕紀 |

#### 動畫評價

##### 第一期
此期《刀劍亂舞 -花丸-》繼《勇利!!! on ICE》、《排球少年！！》後為秋季番在推特上第3熱門提及的動畫。第1卷光碟初動1.9萬枚，繼第3季的《排球少年！！》成為秋季番第2位突破1萬卷的動畫，同時打破動畫製作公司動畫工房有史以來的最高銷售量紀錄。

##### 第二期
《續 刀劍亂舞-花丸-》

### 活擊 刀劍亂舞
2017年7月1日起，於日本TOKYO MX等電視台深夜時段首播。動畫製作由ufotable負責。

#### 劇情
文久三年。倒幕派與佐幕派將世間一分為二，刀劍的時代宣告終結的時代——幕末。剛剛作為刀劍男士顯現出來的堀川國廣，與過去曾在同一主君之下戰鬥過的和泉守兼定一起，在雨中的山道全力奔走。刀劍男士，是審神者使寄宿於刀劍中的思念激發，並使之顯現出來的「付喪神」。他們的使命是將企圖改變歷史而從未來被送來的「時間溯行軍」打倒，守護「正確的歷史」。獲得了陸奧守吉行、藥研藤四郎、蜻蛉切、鶴丸國永這些新夥伴的兩把刀，在動亂的時代投身於與時間溯行軍的戰鬥中。揮舞的刀劍映出的是光，還是影？刀劍男士，就此出陣。

#### 製作人員
- 原案：《刀劍亂舞-ONLINE-》（DMM GAMES/Nitroplus）
- 導演：白井俊行（日语：白井俊行）
- 音樂：深澤秀行
- 角色設計：內村瞳子、都築萌、鹽島由佳、山崎、鬼澤佳代、瀨来由加子
- 劍戟動畫師：小船井充、木村豪、國弘昌之
- 時代考證：山村龍也
- 劍術指導：渡邊鋼玉
- 美術監督：衛藤功二
- 攝影監督：寺尾優一
- 3D監督：西脇一樹
- 色彩設計：松岡美佳
- 編輯：神野學
- 製作人：近藤光
- 動畫製作：Ufotable[45]

#### 主題曲
片頭曲
作詞：hotaru，作曲、編曲：yamazo，主唱：齊藤壯馬
片尾曲
作詞、作曲、編曲：梶浦由記，主唱：Kalafina

#### 各話列表
| 話數 | 日文標題 | 中文標題       | 劇本             | 分鏡                     | 演出              | 作畫監督                                                 |
| ---- | -------- | -------------- | ---------------- | ------------------------ | ----------------- | -------------------------------------------------------- |
| 01   |          | 出陣           | 近藤光           | 白井俊行                 | 白井俊行          | 角色設計群 河野悅隆                                      |
| 02   |          | 部隊長         | 近藤光           | 白井俊行                 | 下村晋矢 村木智彦 | 角色設計群 河野悅隆                                      |
| 03   |          | 主人的命令     | 近藤光           | 白井俊行                 | 野中卓也          | 緒方美枝子、茂木貴之 田中敦士                            |
| 04   |          | 想要守護的東西 | 近藤光、橘千佳   | 栖原隆史                 | 栖原隆史          | 角色設計群 河野悅隆                                      |
| 05   |          | 戰火           | 近藤光           | 三浦貴博                 | 竹內將            | 角色設計群 河野悅隆                                      |
| 06   |          | 本丸           | 橘千佳           | 白井俊行                 | 野中卓也          | 緒方美枝子、茂木貴之 田中敦士、永森雅人                  |
| 07   |          | 第一部隊       | 鋼屋ジン         | 入江泰浩                 | 外崎春雄          | 松島晃                                                   |
| 08   |          | 保護歷史       | 近藤光           | 竹内將 三浦貴博          | 竹內將 高橋拓朗   | 角色設計群、松島晃 下村晋矢                              |
| 09   |          | 原來的主人     | 關根 栖原隆史    | 栖原隆史                 | 栖原隆史          | 角色設計群、河野悅隆 遠藤花織                            |
| 10   |          | 忠義所向       | 近藤光、近藤和治 | 三浦貴博                 | 恆松圭            | 竹內由香里、秋山幸兒                                     |
| 11   |          | 鐵之紀律       | 近藤光           | 外崎春雄                 | 野中卓也 永森雅人 | 緒方美枝子、茂木貴之 田中敦士                            |
| 12   |          | 箱館戰爭       | 近藤光           | 竹内將 三浦貴博 白井俊行 | 竹内將 三浦貴博   | 角色設計群、河野悦隆 竹内由香里、遠藤花織 山門郁夫       |
| 13   |          | 活擊           | 近藤光           | 白井俊行                 | 白井俊行          | 角色設計群、河野悦隆 竹内由香里、山門郁夫 松島晃、竹内將 |

### 刀劍亂舞 迴 -虛傳 燃燒的本能寺-
以舞台劇《刀劍亂舞 虛傳 燃燒的本能寺》為藍本改編的電視動畫《刀劍亂舞 迴 -虛傳 燃燒的本能寺-》於2024年4月2日起首播。
原創前傳動畫《刀劍亂舞 迴 -旋傳 親近的侍從們-》於2024年8月16日劇場上映。

#### 主題曲
片頭曲（第1～8話）
主唱：INI；作詞：KENTZ；作曲：Sam Carter、BooJoo Kim、Jabong；編曲：BooJoo Kim、Jabong
第1話用作片尾曲。
片尾曲（第2～8話）
主唱：三日月宗近（鳥海浩輔）、山姥切國廣（前野智昭）、宗三左文字（泰勇氣）、不動行光（阪口大助）、壓切長谷部（新垣樽助）、藥研藤四郎（山下誠一郎）、江雪左文字（佐藤拓也）、小夜左文字（村瀨步）、一期一振（田丸篤志）、鯰尾藤四郎（齊藤壯馬）、燭台切光忠（佐藤拓也）、鶴丸國永（齊藤壯馬）；作詞：；作曲：信政誠；編曲：藤澤慶昌

#### 各話列表
| 話數 | 日文標題 | 中文標題       | 劇本                | 分鏡              | 演出                | 作畫監督 |
| ---- | -------- | -------------- | ------------------- | ----------------- | ------------------- | --- |
| 01   |          | 循環的夢       | 末滿健一            | 清水朱音          | 清水朱音            | 松浦有紗 清水朱音 矢島加奈子 柏木五月 佐藤久美 大河内唯香 渡邊安美 岡本岳 灰野来花 柳元繪梨子 金子菜月 木村奈波 田仲康二 松本幸恵 山吉香奈 下条愛 山田優衣 吉澤實布由 匣崎由希 兼村萌恵 岸優江 浅野みゆき 禹高熙 石川絵梨 古泉竜五 富澤和雄 山內東生雄                                     |
| 02   |          | 物所言說的故事 | 末滿健一 龍崎大地   | 海江田美幸        | 海江田美幸          | 松浦有紗 海江田美幸 矢島加奈子 加瀨遥奈 渡邊安美 岡本岳 柏木五月 大河内唯香 菊池芙未香 柳元繪梨子 山口綾加 金子菜月 木村奈波 松本幸恵 山吉香奈 下条愛 二瓶綾香 山田優衣 吉澤實布由 匣崎由希 兼村萌恵 岸優江 浅野みゆき 禹高熙 石川繪梨 古泉龍五 宇佐美果步 富澤和雄                        |
| 03   |          | 相稱的能力     | 末滿健一 竹村慎太郎 | 大塚麻貴子        | 大塚麻貴子          | 大塚麻貴子 柏木五月 加瀨遥奈 灰野来花 坂井綾乃 柳元繪梨子 山口綾加 金子菜月 木村奈波 田仲康二 松本幸恵 山吉香奈 下条愛 二瓶綾香 山田優衣 吉澤實布由 匣崎由希 兼村萌恵 山﨑瞳 岸優江 浅野みゆき 禹高熙 石川繪梨 古泉龍五 宇佐美果步 天草星流 花泉kino                                       |
| 04   |          | 角逐的鋼鐵     | 末滿健一 竹村慎太郎 | 清水朱音          | 清水朱音            | 清水朱音 佐藤久美 加瀨遥奈 渡邊安美 柏木五月 岡本岳 大河内唯香 灰野来花 坂井綾乃 齋藤利哉 柳元繪梨子 山口綾加 金子菜月 木村奈波 田仲康二 松本幸恵 山吉香奈 下条愛 山田優衣 吉澤實布由 匣崎由希 兼村萌恵 山﨑瞳 岸優江 禹高熙 石川繪梨 古泉龍五 宇佐美果步 あらい 天草星流 花泉kino         |
| 05   |          | 再會與葛藤     | 末滿健一            | 矢島加奈子        | 矢島加奈子          | 松浦有紗 矢島加奈子 柏木五月 岡本岳 坂井綾乃 加瀨遥奈 大塚麻貴子 灰野来花 野津摩璃乃 齋藤利哉 藤井弘喜 柳元繪梨子 金子菜月 木村奈波 田仲康二 松本幸恵 山吉香奈 下条愛 山田優衣 吉澤實布由 匣崎由希 兼村萌恵 山﨑瞳 岸優江 浅野みゆき 禹高熙 古泉龍五 宇佐美果步 永田有香 天草星流 花泉kino |
| 06   |          | 本能寺之變     | 末滿健一 龍崎大地   | 及川雄大          | 松浦有紗            | 松浦有紗 大河内唯香 柳元繪梨子 金子菜月 木村奈波 田仲康二 松本幸恵 山吉香奈 下条愛 二瓶綾香 山田優衣 吉澤實布由 匣崎由希 兼村萌恵 山﨑瞳 浅野みゆき 禹高熙 石川繪梨 古泉龍五 宇佐美果步 永田有香                                                                                           |
| 07   |          | 為誰綻放       | 末滿健一            | 佐藤久美 宮崎七望 | 松浦有紗 海江田美幸 | 松浦有紗 海江田美幸 柏木五月 大河內唯香 加瀨遥奈 岡本岳 渡邊安美 菊池芙未香 佐藤久美 坂井綾乃 柳元繪梨子 金子菜月 木村奈波 田仲康二 松本幸恵 下条愛 山田優衣 吉澤實布由 匣崎由希 兼村萌恵 禹高熙 古泉龍五 永田有香 天草星流 花泉kino                                                       |
| 08   |          | 燃燒的本能寺   | 末滿健一            | 海江田美幸        | 海江田美幸          | 海江田美幸 清水朱音 柏木五月 大河內唯香 岡本岳 加瀨遥奈 渡邊安美 菊池芙未香 大塚麻貴子 佐藤久美 坂井綾乃 柳元繪梨子 金子菜月 木村奈波 田仲康二 下條愛 山田優衣 吉澤實布由 匣崎由希 兼村萌恵 淺野美雪 禹高熙 古泉龍五 宇佐美果步 劉陳軒 天草星流 花泉kino                                   |

## 其他合作遊戲
- 刀劍亂舞無雙，同光榮特庫摩合作衍生的無雙系列遊戲。

## 註解
1. ↑  為刀劍亂舞無雙初登場的大太刀角色

## 外部連結
遊戲
- 《刀劍亂舞-ONLINE-》（日語）
- YouTube上的DMM GAMES官方頻道（日語）
- 《刀劍亂舞》開發、營運的X（前Twitter）（日語）
- 《刀劍亂舞》周邊商品的X（前Twitter）（日語）

電視動畫
- 電視動畫《刀劍亂舞 -花丸-》官網（日語）
- 電視動畫《刀劍亂舞 -花丸-》官方的X（前Twitter）（日語）
- 電視動畫《活撃 刀劍亂舞》官網（日語）
- 電視動畫《活撃 刀劍亂舞》官方的X（前Twitter）（日語）